# 애런 알테어
애런 사무엘 알테어(Aaron Samuel Altherr, 1991년 1월 14일 ~ )는 독일의 야구 선수이자, 전 KBO 리그 NC 다이노스의 외야수이다.

## 미국 프로야구 시절
2009년 메이저리그 드래프트 9라운드에서 필라델피아 필리스에 지명됐다. 그는 필라델피아 필리스에서 15만 달러의 사이닝 보너스를 받았다. 2009년 필라델피아 필리스 산하 GCL 필리스에서 28경기 출장해 타율 0.214, 1홈런, 11타점을 기록했다.
2010년에도 GCL 필리스에서 뛰면서 27경기 타율 0.304 15타점 10도루를 기록해 발전된 모습을 보여줬으나, 3볼넷 22삼진으로 선구안에서 아쉬운 모습을 보여줬다.
2014년에 필라델피아 필리스에 입단했다.

## 한국 프로야구 시절

### NC 다이노스시절

#### 2020년 시즌
제이크 스몰린스키를 대체할 야수로 영입됐다.
6월 25일 kt 위즈전에서 시즌 두 자릿수 홈런을 기록했다.
10월 3일 삼성 라이온즈와의 경기에서 역대 52번째 20홈런-20도루를 기록했다. 10월 27일 삼성 라이온즈와의 경기에서 홈런을 쳐 냈고, 이 홈런으로 역대 81번째 30홈런-세 자릿수 타점을 기록했다.
시즌 2할대 타율, 134안타(31홈런), 108타점, 46볼넷을 기록했다.

##### 2020년 한국시리즈
11월 17일 두산 베어스와의 한국시리즈 1차전에서 3점 홈런을 기록했다. 경기에서 승리하며 한국시리즈 첫 승을 기록했고, 1차전 MVP로 선정됐다. 하지만 인터뷰에서 마스크를 미착용해 마스크 착용 의무 규정 위반으로 KBO로부터 벌금 20만원 징계를 받았다.
- 기록

| 타율  | 경기 | 타수 | 득점 | 안타 | 2루타 | 3루타 | 홈런 | 루타 | 타점 | 도루 | 도루실패 | 볼넷 | 사구 | 삼진 | 병살 | 장타율 | 출루율 | 실책 |
| ----- | ---- | ---- | ---- | ---- | ----- | ----- | ---- | ---- | ---- | ---- | -------- | ---- | ---- | ---- | ---- | ------ | ------ | ---- |
| 0.333 | 6    | 21   | 3    | 7    | 1     | 0     | 1    | 11   | 5    | 2    | 0        | 1    | 0    | 4    | 0    | 0.524  | 0.364  | 1    |

#### 2021년 시즌
계약금 20만 달러, 연봉 110만 달러, 인센티브 10만 달러 총액 140만 달러에 재계약했다.
주로 5번타자로 출전했다.
4월 16일 한화 이글스와의 경기에서 김진영을 상대로 KBO 리그 개인 통산 2번째 만루 홈런을 기록했다. 5월 1일 키움 히어로즈와의 경기에서 이종민을 상대로 KBO 리그에서 가장 먼저 두 자릿수 홈런을 기록했다.
10월 23일 KIA 타이거즈와의 경기에서 윤중현을 상대로 2년 연속 30홈런을 기록했다. 10월 27일 kt 위즈와의 경기에서 4회초 6-3으로 앞선 상황에서 심재민을 대상으로 3점 홈런을 기록했고, 6회초 도루를 기록하면서 KBO리그 역대 55번째 20홈런-20도루를 기록했고, 이는 역대 11번째 2년 연속 20홈런-20도루였다.
시즌 2할대 타율, 134안타(32홈런), 84타점, 57볼넷, 156삼진, 장타율 0.514, 출루율 0.358을 기록했다. 클린업 트리오에서 활약하면서 작년과 비슷한 성적을 기록했고, 수비에서도 좋은 모습을 보여줬다. 하지만 재계약에는 실패하였다 그에 대체 외국인 선수로는 닉 마티니가 영입되었다(그는 백수가 되었다)

## 트리비아
- 아구아 프레이아 고등학교 시절 농구도 했는데, 2008년에 고등학교를 4A 주 챔피언으로 이끌며 NCAA 디비전I 장학생으로 선발됐다.

## 통산 기록
| 연도 | 팀명  | 타율  | 경기 | 타수 | 득점 | 안타 | 2루타 | 3루타 | 홈런 | 루타 | 타점 | 도루 | 도실 | 볼넷 | 사구 | 삼진 | 병살 | 장타율 | 출루율 | 실책 |
| ---- | ----- | ----- | ---- | ---- | ---- | ---- | ----- | ----- | ---- | ---- | ---- | ---- | ---- | ---- | ---- | ---- | ---- | ------ | ------ | ---- |
| 2020 | NC    | 0.278 | 136  | 482  | 90   | 134  | 20    | 7     | 31   | 261  | 108  | 22   | 3    | 46   | 12   | 149  | 10   | 0.541  | 0.352  | 2    |
| 2021 | NC    | 0.272 | 143  | 492  | 83   | 134  | 19    | 2     | 32   | 253  | 84   | 20   | 5    | 57   | 11   | 156  | 6    | 0.514  | 0.358  | 2    |
| 통산 | 2시즌 | 0.275 | 279  | 974  | 173  | 268  | 39    | 9     | 63   | 514  | 192  | 42   | 8    | 103  | 23   | 305  | 16   | 0.528  | 0.355  | 4    |

## 주요 기록
| 기록           | 날짜             | 소속팀 | 상대팀 | 상대투수                 | 구장 | 종전기록 | 기타        |
| -------------- | ---------------- | ------ | ------ | ------------------------ | ---- | -------- | ----------- |
| 20홈런 20도루  | 2020년 10월 3일  | NC     | 삼성   | 김윤수(상대 포수 김응민) | 창원 | 김하성   | 역대 52번째 |
| 30홈런 100타점 | 2020년 10월 27일 | NC     | 삼성   | 최채흥                   | 창원 | 양의지   | 역대 81번째 |
| 20홈런 20도루  | 2021년 10월 27일 | NC     | KT     | 심재민(상대 포수 장성우) | 수원 | 추신수   | 역대 55번째 |